# Блументал (Холштајн)
Блументал (њем. Blumenthal) општина је у њемачкој савезној држави Шлезвиг-Холштајн. Једно је од 165 општинских средишта округа Рендсбург. Према процјени из 2010. у општини је живјело 673 становника. Посједује регионалну шифру (AGS) 1058018.

## Географски и демографски подаци
Блументал се налази у савезној држави Шлезвиг-Холштајн у округу Рендсбург. Општина се налази на надморској висини од 31 метра. Површина општине износи 7,8 km².

## Становништво
У самом мјесту је, према процјени из 2010. године, живјело 673 становника. Просјечна густина становништва износи 86 становника/km².